# Aciculopsora
Aciculopsora is een geslacht van korstmossen behorend tot de familie Ramalinaceae. De typesoort is Aciculopsora salmonea.

## Soorten
Volgens Index Fungorum bevat het geslacht vier soorten (peildatum februari 2023):
| Soortnaam                 | Auteur(s)                                                | Publicatiejaar |
| ------------------------- | -------------------------------------------------------- | -------------- |
| Aciculopsora cinerea      | M. Cáceres & Lücking                                     | 2007           |
| Aciculopsora longispora   | (Swinscow & Krog) S. Kistenich, M. Bendiksby & E. Timdal | 2019           |
| Aciculopsora salmonea     | Aptroot & Trest                                          | 2006           |
| Aciculopsora srilankensis | Kistenich, Bendiksby, Weerakoon & Timdal                 | 2019           |